# 立教大學
立教大學（日语：／ Rikkyō daigaku *），又名圣保罗大学，是一所位於日本東京都豐島區西池袋的基督教私立大學，創立於1922年。簡稱立教（りっきょう）、立大（りつだい）。前身可追溯到1874年由美國聖公會威廉斯主教（惠主教、Channing Moore Williams）於築地創辦的英語塾立教學校。该校为超级全球大学计划、东京六大学棒球联盟成员。主校区位于日本东京都丰岛区池袋，校属英格兰教会。校名出典自南宋理学家朱熹内篇《立教》，意即训立教化，在明明徳。该校历史悠久，由美国圣公会传教士威廉姆斯主教于1874年创立，其前身为位于东京筑地的英文私塾“立教学校”（St.Paul's School）。
該校是東京都「难关私大（难度最高的名门顶尖私立大学）」MARCH與東京六大學棒球聯盟之一。其异文化交流学部与观光学部为日本顶尖水平。

## 學部與學科
- 文學部
  - 基督教學科
  - 文學科
    - 日本文學專修
    - 德國文學專修
    - 法國文學專修
    - 文藝思想專修

  - 史學科
    - 日本史學專修
    - 世界史學專修
    - 超域文化學專修

  - 教育學科
- 經濟學部
  - 經濟學科
  - 經濟政策學科
  - 會計金融學科
- 管理學部
  - 企業管理學科
  - 國際企管學科
- 理學部
  - 數學科
  - 物理學科
  - 化學科
  - 生命理學科
- 社會學部
  - 社會學科
  - 媒體社會學科
  - 現代文化學科
- 法學部
  - 法學科
  - 國際暨比較法學科
  - 政治學科
- 現代心理學部
  - 心理學科
  - 映象身體學科
- 觀光學部
  - 觀光學科
  - 交流文化學科
- 社會福利部
  - 社會福利學科
  - 社會政策學科

### 研究所
- 文學研究科
  - 組織神學專攻
  - 日本文學專攻
  - 英美文學專攻
  - 德國文學專攻
  - 法國文學專攻
  - 史學專攻
  - 地理學專攻
  - 心理學專攻（基礎領域。應用領域）
  - 心理學專攻（臨床心理學）
  - 教育學專攻
  - 比較文明學專攻
- 經濟學研究科
  - 經濟學専攻
- 經營學研究科
  - 經營學専攻
- 理學研究科
  - 物理學專攻
  - 化學專攻
  - 數學專攻
  - 生命科學專攻
- 社會學研究科
  - 應用社會學專攻
  - 社會學專攻
- 法學研究科
  - 比較法專攻
  - 民刑事法專攻
  - 政治學專攻
- 觀光學研究科
  - 觀光學專攻
- 社會福利學研究科
  - 社會福利學專攻
  - 人類關係學專攻
- 異文化溝通研究科
  - 異文化溝通專攻
- 商業設計研究科
  - 商業設學專攻
- 21世紀社會設計研究科
  - 比較組織網路學專攻
- 法科研究所

立教大學的觀光學部是亞洲人才資金計畫指定學部之一。

## 著名校友

### 文化
- 乾貴美子 - 氣象預報員
- 上原謙 - 演員
- 上重聡 - 播音員
- 西岸良平 - 漫画家
- 関口知宏 - 紀錄片主持人
- 高橋花林 - 配音員
- 古舘伊知郎 - 播音員
- 堀田茜 - 演員
- 周作人 - 作家
- まふまふ - 創作歌手
- 立石凜 - 配音員
- 池田匡志 - 演員
- 浮所飛貴 - 男演員、歌手

### 運動員
- 長嶋茂雄 - 棒球選手
- 多田野數人- 棒球選手

## 外部連結
- 立教大學網站 （页面存档备份，存于）